# Praia da Ilha de Tavira
Praia da Ilha de Tavira
A praia da Ilha de Tavira ou praia das Quatro Águas é uma praia marítima do município de Tavira, no Algarve, Portugal.
Situa-se na extremidade oriental da Ilha de Tavira, em pleno Parque Natural da Ria Formosa, a leste da praia do Barril e a sudeste da sede de concelho. 
Dispõe de parque de campismo, apoios de praia e estabelecimentos de animação noturna durante o período balnear. 
O acesso é feito de barco, a partir do cais das Quatro Águas, junto da Ria Formosa, existindo ainda ligações à cidade de Tavira, onde existe um cais no rio Gilão.